# Monte Yōtei
O Monte Yōtei (羊蹄山, Yōtei-zan, literalmente "montanha do casco de ovelha") é um estratovulcão ativo localizado no Parque Nacional Shikotsu-Toya, Hokkaido, Japão. Ele é também chamado de Yezo Fuji ou Ezo Fuji (蝦夷富士) ("Ezo" sendo o antigo nome da ilha de Hokkaido), devido à semelhança com o famoso Monte Fuji. A montanha também é conhecida como Makkari Nupuri (マツカリヌプリ) e Monte Shiribeshi (後方羊蹄山, Shiribeshi-yama). Ele é uma das 100 montanhas célebres do Japão.

## Geologia
O Monte Yotei é composto principalmente por andesita e dacita. O estratovulcão é simétrico, além da sua semelhança com o Monte Fuji.

### História eruptiva
A Tefrocronologia indica duas erupções no Monte Yotei. A mais recente sendo por volta de 1 050 a.C. que surgiu a partir de um cone emergente do flanco noroeste da montanha no Lago Hangetsu (Hangetsu-ko). A primeira erupção data por volta de 3 550 a.C.